# Проспект Моторобудівників (Запоріжжя)
Проспект Моторобудівників — одна з головних магістралей у місті Запоріжжя, Україна. Він є важливою транспортною артерією, яка з'єднує різні райони міста та забезпечує доступ до промислових зон, зокрема до підприємств, пов'язаних з машинобудуванням (звідси й назва проспекту).
Виник 2008 року, коли частину вулиці 8 Березня (від вул. Кругової до вул. Іванова) перейменували в проспект Моторобудівників, задовольнивши звернення ВАТ «Мотор Січ».
Проспект Моторобудівників простягається через промислову частину міста і проходить поблизу таких великих підприємств, як ЗМКБ «Прогрес» (Запорізьке машинобудівне конструкторське бюро) та Мотор Січ — відомого виробника авіаційних двигунів. Ця вулиця має важливе значення для економіки міста, оскільки пов'язана з розвитком машинобудівної галузі.
Крім промислового значення, проспект Моторобудівників також є місцем розташування житлових будинків, магазинів, автосервісів та іншої інфраструктури, що забезпечує потреби мешканців Запоріжжя.